# Bouteilles-Saint-Sébastien
Bouteilles-Saint-Sébastien é uma comuna francesa na região administrativa da Nova Aquitânia, no departamento Dordonha. Estende-se por uma área de 14,27 km². Em 2010 a comuna tinha 177 habitantes (densidade: 12,4 hab./km²).